# Adolf Otto (Jurist)

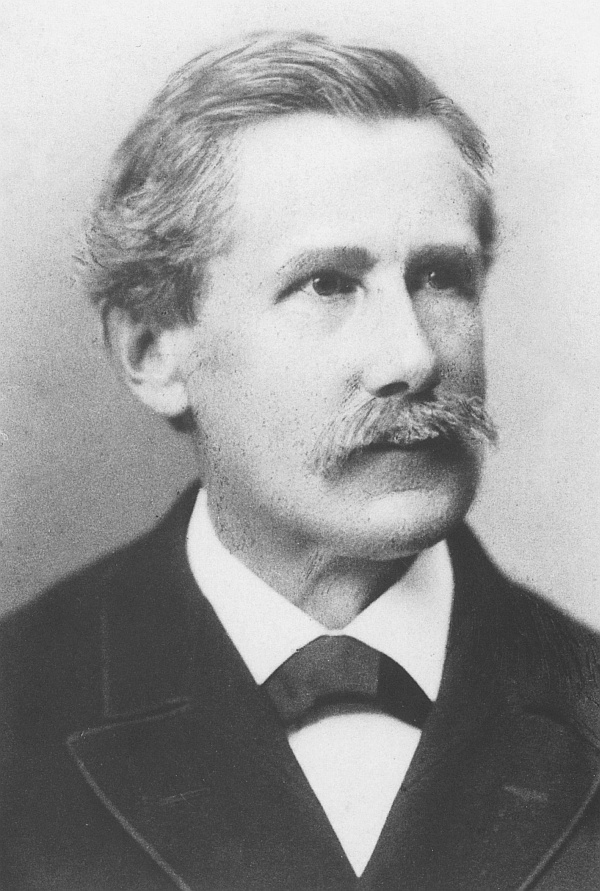
Adolf Otto

Adolf Otto (* 29. Dezember 1827 in Esslingen; † 27. Februar 1898 in Heilbronn) war ein deutscher Richter und später Rechtsanwalt, der in der Gesellschaft der „Geldaristokratie“ und des Großbürgertums in Heilbronn eine wichtige Rolle spielte.

## Biografie
Otto war der Sohn von Ewald Otto (1797–1841) und Sophie geb. Heigelin (1806–1834). Der Vater Ottos war Assessor am Gerichtshof und später Obertribunalrat in Stuttgart, der Großvater väterlicherseits der württembergische Finanz- und Innenminister Christian Friedrich von Otto. Nach dem frühen Tod der Eltern führte ihn sein Onkel Eberhard Christian von Heigelin nach dem Abitur 1845 in die Verwaltung ein.

### Jurist
Ab 1846 studierte Otto Jura an der Eberhard Karls Universität Tübingen und wurde dort 1846 Mitglied der Burschenschaft Walhalla. Im Herbst 1848 führte er das Studium der Rechtswissenschaften in Heidelberg weiter. Die erste Justizdienstprüfung bestand er im Juli 1850 und die zweite im November 1851. Im September 1852 begann er seine richterliche Laufbahn als Gerichtsassistent am Amtsgericht Heilbronn. 1854 wurde er zum Gerichtsaktuar, das heißt zweiter Richter am Gericht. 1855 heiratete er Emma Heermann. Nachdem er sieben Jahre lang Richter am Amtsgericht in Heilbronn war, sollte er versetzt werden. Da seine Frau nicht von Heilbronn weggehen wollte, verließ er den Staatsdienst und wurde ab  Februar 1860 Rechtsanwalt in Heilbronn. 1861 wurde er an der Universität Tübingen promoviert.

### Wirtschaftsbürger
In den 1870er Jahren war Otto Vorstand der Rechtsanwälte im Bereich des Gerichtshofs Heilbronn und arbeitete als Anwalt in Heilbronner Wirtschaftskreisen. So beriet er die Kaufleute Friedrich Cloß, Carl Reibel und Andreas Faißt beim Kauf der Böblinger Zuckerfabrik in einem Konkursverfahren im September 1861. Im November 1861 erhielt Otto von der Stadt Heilbronn das Mandat zur Regelung der Nachlasssache des Arztes Philipp Sicherer. 1866 vertrat er den Sohn des Fabrikanten Gustav Schaeuffelen beim Verkauf seines Anteils an der Heilbronner Gasfabrik an Carl Wolff. 1868 bis 1875 war er Ausschussmitglied der neugegründeten Landwirtschaftlichen Creditbank Heilbronn, einer Genossenschaftsbank. 1870 war er Ausschussmitglied der Gewerbebank Heilbronn. Somit wirkte er beim Aufbau eines regionalen Bankensystems mit, das in Württemberg nach 1860 errichtet wurde. Aufgrund seiner Rechtsberatung von wichtigen Heilbronner Wirtschaftskreisen erhielt Otto Aufsichtsratsmandate in den damals bedeutenden Wirtschaftszweigen: 1881 von der Aktiengesellschaft Mechanische Zwirnerei vorm. C. Ackermann u. Co. in Sontheim, 1888 bei der Zuckerfabrik Böblingen. 1893 erhielt er das Aufsichtsratsmandat in dem Heilbronner Wohnungsverein AG. Die Baugesellschaft wurde nach dem wirtschaftlichen Aufschwung nach dem gewonnenen Deutsch-Französischen Krieg im April 1872 unter Führung der Rümelin-Bank und unter Beteiligung der Papierfabrikanten Rauch und Schaeuffelen gegründet. Bei der Gründung war der Bankier Max Rümelin Aufsichtsratsvorsitzender und Vorstandsvorsitzender war Adolf Otto. Die Gesellschaft errichtete die Maschinen-Ziegelei in Böckingen, die im Mai 1873 ihren Betrieb aufnahm. Nach einer fast 19-jährigen Vorstandstätigkeit erhielt Otto dort den Aufsichtsratsposten.

„Dem Stuttgarter Adolf Otto gelang die Einheirat in die besten Kreise Heilbronns. Er gab den Richterberuf auf und beriet als Rechtsanwalt die ‚Geldaristokratie‘ der Stadt. Nach einiger Zeit beteiligte er sich an Unternehmen in der Stadt und wurde zum Wirtschaftsbürger … Das Leben dieser interessanten Persönlichkeit gewährt einen Blick auf das Heilbronner Großbürgertum in der zweiten Hälfte des 19. Jahrhunderts … Er war ein guter Jurist gewesen, der mit der Baugesellschaft auch erfolgreich ein Wirtschaftsunternehmen führte. Die Übernahme von kommunalen Ämtern und von Aufgaben in sozialen Vereinen sind nicht mit Geltungsbedürfnis oder dem Anliegen der Heilbronner ‚Geldaristokratie‘, in diesen Gremien einen Vertreter zu haben, zu erklären. …“

### Familie
Otto heiratete 1855 Emma Heermann (1834 in Amsterdam; †  1906 in Heilbronn), die er zuvor bei einem der Heilbronner Weinfeste im Weinberg Stiftsberg beim „Katz- und Maus-Fangen“ kennengelernt hatte und liebevoll Heermännle nannte. Deren Vater war Ferdinand Heermann (1806–1886), ein Vetter von Robert Mayer. Ferdinand zog nach Amsterdam, wo er im Kolonialwarenhandel arbeitete und eine Niederländerin heiratete. 1840 kehrte Heermann mit seiner Familie nach Heilbronn zurück. Nach dem Tod der niederländischen Mutter wuchs Emma mit ihrem Bruder bei ihrer Tante und deren Mann, Karoline und Adolf Goppelt, auf. Emmas leiblicher Vater wurde in Heilbronn Associé von J. G. Goppelt, einer Kolonialwarenhandlung, die von den Brüdern Heinrich und Adolf Goppelt geführt wurde. 1843 und später wurde Heermann Kaufmännischer Leiter und Prokurist der Heilbronner Papier- und Papiermaschinenfabrik von Gustav Schaeuffelen, was er auf Lebenszeit blieb. Nach dem Tod des Gründers Schaeuffelen wurde Heerman Chef der Schaeuffelenschen Geschäfts: Ab 1850 baute Heermann gemeinsam mit dem Sohn des Firmengründers die Heilbronner Gasfabrik auf.
Otto und seine Ehefrau hatten fünf Töchter: Die älteste Tochter Johanna (1858–1934) heiratete Freiherr Moritz von Trott zu Solz (1848–1913) aus hessischem Adel. Sie hatten fünf Kinder auf dem Familiengut Imsfeld bei Rotenburg an der Fulda, darunter auch Ernestine von Trott zu Solz, deren Sohn der Verwaltungsjurist Bodo von Trott zu Solz (1879–1934) war, also sein Enkel. Die Mutter von Moritz von Trott zu Solz gehörte zur Heilbronner Papierfabrikantenfamilie von Rauch, und ihr Sohn konnte deswegen nach dem Abschluss des Stuttgarter Polytechnikums Direktor der Papierfabrik in Heilbronn werden.

Die zweite Tochter Thusnelde (1859–1935) war mit dem Heilbronner Kaufmann Ferdinand Cloß (1851–1906) verheiratet.

Die dritte Tochter Emma (1861–1935) heiratete den Heilbronner Arzt und Sanitätsrat Gustav Wild (1857–1936).

Die vierte Tochter Marie (1866–1916) heiratete den Offizier Paul Schäfer (1856–1924), Sohn des Tübinger Landgerichtspräsidenten Georg Schäfer.

Die jüngste Tochter Sophie (1869–1937) heiratete den Offizier Fritz Schwerin (1858–1908). In zweiter Ehe war sie ab 1913 mit dem Offizier Paul Schimpf (1858–1914) verheiratet, der jedoch im Folgejahr fiel.
1861 erwarb er das von Adolf Goppelt erbaute Haus Wilhelmstraße 7 in Heilbronn. Er verkaufte das Haus 1892 an Max Rosengart. Danach wohnte er mit seiner Familie in der Karlstraße 26.

### Soziale Tätigkeiten und Auszeichnung
Otto war auch für seinen Einsatz in sozialen Einrichtungen bekannt. So wirkte er 1863 bei der Gründung des Heilbronner Verschönerungsvereins mit, 1869 nahm er bei der Einrichtung einer Volksküche im alten Schlachthaus teil, von 1872 bis 1875 war er Vorstand der landwirtschaftlichen Winterschule und 1875 wurde er als Pfarrgemeinderat erwähnt. Otto war auch im Elternrat der Höheren Mädchenschule Heilbronn und gehörte dem Komitee für die Errichtung eines Denkmals für Robert Mayer an. Otto war ebenso Vorstand des Fröbelschen Kindergartens in der Titotstraße und war bei der Bildung der Heilbronner Abteilung der Gesellschaft zur Rettung Schiffbrüchiger engagiert.
Besonders groß war sein Einsatz im 1874/75 gegründeten Verein für Krankenpflegerinnen, der Träger des Heilbronner Olgahauses war. Im Olgahaus befanden sich eine Kleinkinderkrippe sowie eine Kleinkinderschule und ein Aufenthaltssaal für Fabrikarbeiterinnen. Die Olgaschwestern übten den Pflegedienst am städtischen Krankenhaus in Heilbronn aus. 1885 war Otto im dortigen Vereinsvorstand und unterstützte die Krippe finanziell. Dafür erhielt er 1889 die silberne Karl-Olga-Medaille. Im Heilbronner Spitalkrieg zwischen mehreren Krankenhausbeschäftigten, in den auch Oberbürgermeister Paul Hegelmaier verwickelt war, wollte Otto als Vorstand des für die Olgaschwestern zuständigen Vereins vermitteln, die Bemühungen blieben jedoch erfolglos. Deswegen legte er im März 1890 seine Ämter im Verein nieder. Der Verein für Krankenpflegerinnen wurde 1892 aufgelöst, die Einrichtungen im Olgahaus wurden geschlossen; die Heilbronner Olgaschwestern zogen nach Stuttgart. Das Gebäude des Olgahauses in der Sicherer-/Ecke Nordbergstraße wurde von der Stadt Heilbronn erworben.

### Politiker
Ende 1848 hatte Otto in Frankfurt mehrere Sitzungen der Nationalversammlung besucht, die ihn ernüchterten. Dabei wurde seine Meinung bestätigt, dass es unmöglich sei, Österreich und Preußen „unter einen Verfassungshut zu bringen“, und engagierte sich deswegen für die Kleindeutsche Lösung. Juni 1849 konnte er sehen, wie dem Rumpfparlament der Nationalversammlung in Stuttgart die Abhaltung einer Sitzung untersagt wurde. Der Zug der Abgeordneten wurde vom Militär zurückgedrängt, der „Protest des Präsidenten [ging] im Trommelwirbel unter“. Vorbildlich fand er Schottland, das er auf einer Reise kennengelernt hatte: „Das war nun wirklich das Leben eines freien, großen Volkes“.
Otto war Mitglied der nationalliberalen Deutschen Partei und erklärte sich gegenüber dem Landesvorsitzenden Julius Hölder bereit, in Heilbronn einen Ortsverein der Partei zu bilden. So gründete er zusammen mit Adolf Goppelt den Heilbronner Ortsverein der nationalliberalen Partei, der sich jedoch in den Jahren 1873/74 wieder auflöste. Grund dafür war die Verstimmung zwischen Otto und dem im Dezember 1870 zum Landtagsabgeordneten gewählten DP-Mitglied Friedrich Eduard Mayer. Otto fühlte sich als Ortsvorsitzender der DP, der mit seiner Beteiligung an der Volksküche und am Arbeiterbund aktiv für eine Verbesserung der Verhältnisse der Arbeiterschaft in Heilbronn eingetreten war, zu Unrecht zurückgesetzt und zog sich von der Parteiarbeit zurück. Nach dem Tod Mayers kam es im Jahre 1874 zu einer Neugründung der Heilbronner Ortsgruppe ohne Mitwirkung Ottos. Er versöhnte sich später wieder mit der DP und nahm im April 1884 an einer Versammlung von süddeutschen Parteifreunden in Heidelberg teil. Der Kreis vertrat in einer Heidelberger Erklärung eine nationale und reichsfreundliche Politik, wobei es im „berühmten Aufschwung von Heidelberg“ zu einer Rechtsorientierung der Politik in Württemberg kam.
Ottos „Lieblingsschöpfung“ war der im Februar 1869 gegründete und 1897 letztmals erwähnte Heilbronner Ortsverein des nationalliberalen Deutschen Arbeiterbunds. Er war wichtig für die Ortsgruppe des nationalliberalen Arbeiterbunds: „Aus … dem Umstand, dass der Bund nach Ottos Tod nicht mehr genannt wurde, kann geschlossen werden, dass Ottos Mitwirkung entscheidend für den Verein war.“ Die liberalen Gewerkvereine konnten mit ihren liberalen Ideen vom Interessenausgleich nicht glaubwürdig die soziale Frage lösen. Grund für den Verlust von Glaubwürdigkeit und Attraktivität waren die Unternehmensinteressen: „Die liberalen Gewerkvereine verloren an Attraktivität … Die liberalen Unternehmer nahmen … gegenüber der Arbeiterschaft harte kapitalistische Positionen ein“.